# Tania Kontoyanni
Tania Kontoyanni, née le 24 avril 1967, est une actrice québécoise. Elle joue le rôle d'Embellena dans Kaboum.
Depuis avril 2023, elle est la présidente de l'Union des artistes.

## Biographie
Détentrice d'un baccalauréat en administration des affaires (BAA) de l’Université Laval et diplômée du Conservatoire d'art dramatique de Montréal en 1994, Tania Kontoyanni partage depuis son travail de comédienne entre le théâtre, le cinéma et la télévision.
Toujours attirée par l’exploration des différentes formes de communication, elle est également animatrice (télé et spectacles), chroniqueuse, réalisatrice audio, auteur et metteur en scène (variétés).

## Implication citoyenne et politique
Kontoyanni est, entre autres, porte-parole pour la SAAQ auprès des jeunes en 1997, porte-parole pour le ministère des Relations avec les Citoyens et de l’Immigration dans le cadre de la Semaine québécoise de la citoyenneté en 1998 et 1999 et coprésidente du Conseil de la souveraineté du Québec avec Gérald Larose de 2005 à 2008.
En 2005, elle anime les deux spectacles d'envergure soulignant les anniversaires des référendums de 1980 et de 1995.
Depuis 2012, elle est une des commissaires des États généraux sur la souveraineté du Québec.
Le 7 avril 2023, elle succède à Sophie Prégent à la tête de l'Union des artistes.

## Filmographie

### Cinéma
- 1997 : La Conciergerie : Carole Osborne
- 1997 : Stranger in the House (en) : Lupe Tomas
- 1997 : J'en suis ! de Claude fournier : Pink Lady
- 2004 : Bonzaïon de Danny Gilmore : Samantha
- 2006 : Tous les autres, sauf moi de Ann Arson : Sophie
- 2007 : La Belle Empoisonneuse de Richard Jutras : Athéna, demi-sœur de Homère
- 2016 : Oh What a Wonderful Feeling de François Jaros (en) : Josephine
- 2017 : Origami de Patrick Demers : Tanya Vasco
- 2018 :  Le 11 avril dernier (court métrage) de Yoakim Bélanger : Amina
- 2019 : Les Fleurs oubliées d'André Forcier : bourgeoise Tania
- 2020 : Saint-Narcisse (en) de Bruce LaBruce : Beatrice
- 2022 : Good Times Coming de Tony Asimakopoulos : cousine

### Télévision
- 1995 : Le Sorcier : Marie-Victorine Witaltook
- 1996 : Radio Enfer : Louisa Lopez
- 1996 : Lobby : Nathalie
- 1997 : Le Masque : Fanny
- 1997 : Sauve qui peut! : Nadia Sauvé
- 1997 : Paparazzi : Christine Ouellette
- 1998 : Watatatow[2] : Angélique
- 1998 : Réseaux : Jessica Morais
- 1998-2001 : Caserne 24 : Ninon Cormier
- 2001 : Largo Winch (saison 1, épisode 8) : Samira Haddad
- 2001 : Tribu.com : Julia
- 2003 :  450, chemin du Golf : Michelle
- 2003 :  Hommes en quarantaine : Maria de la Fuente
- 2004 : Lance et compte : La Reconquête : Sylvie Ludano
- 2007 : Kaboum[3] : Embellena
- 2013 : Toute la vérité : spécialiste en excision
- 2013 : 30 vies : Catherine Farad
- 2013 : Nouvelle Adresse  : directrice
- 2013 : Le jour nous écoute de Félix Dufour-Laperrière : (voix)
- 2014 : Trauma (saison 5, épisodes 11 et 12) : Anna Delenikas
- 2017 : Délateurs (saison 1, épisode 5) : Sandra Antelo
- 2017 : L'Âge adulte (série web) (1 épisode) : médecin
- 2017-2018 : Cheval Serpent : Dre Anahita Khan
- 2020 : 2011 d'Alexandre Prieur-Grenier : femme du premier étage
- 2021 : Les Moments parfaits (six épisodes) : Helena, travailleuse sociale
- 2022 : Aller simple (un épisode) : Marcelline
- 2022 : L'oeil du cyclone (série TV) : Directrice (deux épisodes)
- 2022 : Stat (trois épisodes) : coroner Lydia Komtos

## Jeux vidéo
- 2018 : Assassin's Creed: Odyssey (jeux video) : civile grecque (Voix)
- 2020 : Hyper Scape (jeux video) : Myrto (voix)